# Wenkerova syntéza
Wenkerova syntéza je organická reakce, při které se beta aminoalkohol přeměňuje na aziridin za přítomnosti kyseliny sírové.
Původní popsaná syntéza samotného aziridinu se skládá ze dvou kroků; v prvním reaguje ethanolamin s kyselinou sírovou při teplotě 250 °C za vzniku monoesteru, ten ve druhém kroku reaguje s hydroxidem sodným za vzniku aziridinu. Zásada slouží k odštěpení protonu z aminové skupiny, což umožní odštěpení síranové skupiny. Existuje pozměněná varianta této reakce prováděná při nižších teplotách (140–180 °C), při níž se omezují vedlejší reakce, čímž se dosahuje vyššího výtěžku meziproduktu.
Při Wenkerově syntéze za použití trans-2-aminocyklooktanolu (získatelného reakcí amoniaku s epoxidem cyklooktenu) vzniká směs cyklookteniminu (aziridinového Wenkerova produktu) a cyklooktanonu (produktu současně probíhající Hofmannovy eliminace.